# Auer von Herrenkirchen (Adelsgeschlecht)

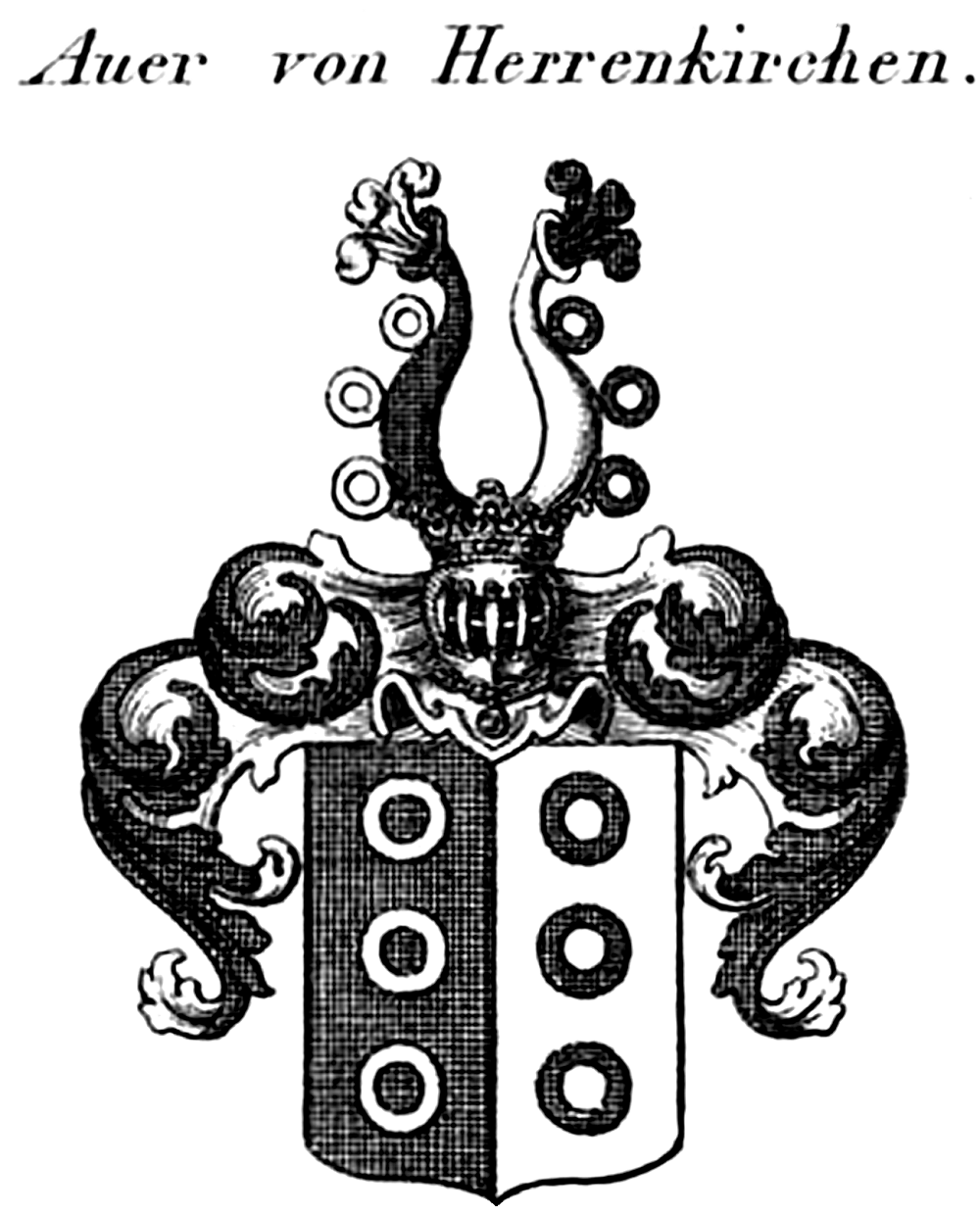
Wappen der Auer von Herrenkirchen

Die Auer von Herrenkirchen (auch Auer von/zu Gunzing, Auer mit den Ringen) sind ein altes, ursprünglich bayerisches Adelsgeschlecht, das sich in mehrere Linien in Tirol, Österreich und Preußen teilte.
Sie sind von zahlreichen gleichnamigen, jedoch wappen- und stammverschiedenen Geschlechtern, wie den oberösterreichischen „Auer von Au“ bzw. „(Auer) von der Au“, den preußischen von Auer oder den österreichischen Auer von Welsbach zu unterscheiden.

## Geschichte
Das Geschlecht hat sein namensstiftendes Stammgut im Pfleggericht Moosburg an der Isar bei Landshut. Hans Auer wird 1284 bei einem Turnier zu Regensburg genannt. Die gesicherte Stammfolge beginnt mit Hartwich Auer (1230–1290), der im Franziskanerkloster Landshut mit seiner Frau Petrissa begraben liegt, und Heinrich, 1294 Probst zu Regensburg. Die Brüder Hartmann, Wolfgang und Friedrich sind 1356 Zeugen in einer Urkunde. Die Nebenlinie Friedrichs erlischt mit dessen Enkel Bernhard Auer von Herrenkirchen um 1500. Hartmanns Söhne Engelschall und Ulrich gründen die bayerische und Tiroler-österreichische Linie.
Ulrich Auer von Herrenkirchen heiratet die Tochter von Sigmund Gunziger und kommt in den Besitz von Gut und Schloss Gunzing bei Vilshofen, das 300 Jahre im Besitz der Familie blieb. Wolfgang Auer von Herrenkirchen zu Gunzing, Pfleger zu Frankenburg, ging nach Linz. Seine Enkel Hans Georg Auer zu Gunzing (1533–1583), Landrat und zweimal Verwalter der Landeshauptmannschaft von Österreich ob der Enns, Wolfgang (1535–1578), Proviantmeister Kaiser Maximilian II. und Egidius/Gilg Auer zu Gunzing (1541–1582) wurden 1566 in den jungen, 1586 in den alten oberösterreichischen Ritterstand aufgenommen. 1586 erhob Kaiser Rudolf II. den Parzhof in Linz zu einem Freisitz mit dem Namen „Auerberg“. Hans Georgs Sohn Georg Wolf Auer zu Gunzing und Auerberg war 1614 ebenfalls Landrat. Dessen Sohn Wolf Helmhard (1610–1660) emigrierte als Lutherischer nach Deutschland und war in Diensten der Grafen von Ortenburg.
Diese Hauptlinie ist mit Leutnant Philipp Auer von Herrenkirchen († 1860) im Mannesstamm erloschen.
Engelschall Auer von Herrenkirchen ging nach Tirol, sein Sohn Michael Auer († 1574) wird Hofmeister von Herzog Sigismund von Tirol. Die Söhne Wilhelm, Christoph, Georg, Veit und Conrad waren in Niederösterreich ansässig, als Soldaten oder am kaiserlichen Hof. Wilhelm Auer von Herrenkirchen war Herr auf Wiener Neudorf, 1492 Oberstallmeister Erzherzog Sigismunds, Rat Kaiser Maximilians, Niederösterreichischer Rat, Hauptmann zu Wiener Neustadt und 1512 Pfleger zu Kranichberg. Dessen Sohn Gerwig Auer von Herrenkirchen († 1550/51), Herr zu Arnstein, war 1527 Hauptmann zu Baden, 1538 und 1539 Verordneter des Ritterstands der niederösterreichischer Landstände.
Christoph Auer war Deutscher Ordensritter und 1519 bis 1524 Land-Kommtur der Balley Österreich in Wien. Conrad Auer von Herrenkirchen war Hauptmann des Schlosses zu Baden bei Wien, Hofmeister von Herzog Siegmund und 1497 Oberster Marschall des St. Georgs-Orden. Sein Sohn Lorenz war 1523 Vizedom zu Wien.
Nachdem die bayerische Linie 1860 im Mannesstamm erloschen war, wurde Ferdinand Wilhelm Auer (1798–1879) als Vetter der Bayerischen Auer anerkannt und am 3. März 1863 in Berlin als „Auer von Herrenkirchen“ in den preußischen Adel aufgenommen. Nachkommen dieser preußischen Linie leben heute noch.

## Angehörige
- Benno Auer von Herrenkirchen (1848–1915), preußischer Major, Hofmarschall bei Friedrich I. (Anhalt)
- Ernst Auer von Herrenkirchen (vor 1411–1432), deutscher Geistlicher, Bischof von Gurk
- Hans Helmhart Auer von Herrenkirchen (1877–1960), deutscher Wirtschaftswissenschaftler und Hochschullehrer
- Oskar Auer von Herrenkirchen (1841–1914), preußischer Generalmajor

## Wappen
Das Schild ist von Schwarz und Silber gespalten, jederseits drei pfahlweise gestellte Ringe in verwechselten Tinkturen. Auf dem Helm mit schwarz-silbernen Decken rot-weiße Büffelhörner, an deren Ausseite jeweils drei Ringe mit entgegensetzen Farben.